# She (드라마)
《She》는 2015년 4월 18일부터 5월 16일까지 매주 토요일 23:40 ~ 24:05에 후지 TV 계열에서 방송된 텔레비전 드라마이다. 주연은 마츠오카 마유.

## 개요
캐치프레이즈는, 〈청춘이란, 잔혹.〉.

## 캐스트
- 니시자와 료코 - 마츠오카 마유
- 오기와라 아즈사 - 나카죠 아야미
- 야마모토 사야 - 타케토미 세이카
- 오쿠무라 치사토 - 모리카와 아오이
- 에토 미유리 - 시미즈 쿠루미
- 무라오카 하루토 - 나리타 료
- 히로세 유키 - 시라스 진

## 스태프
- 각본 - 아다치 나오코
- 음악 - ［Alexandros］
- 연출 - 야마우치 다이스케, 키타보 신이치
- 제작 - 후지 TV
- 제작 저작 - 쿄도 TV

## 방송 일자
| 각 화                                                      | 방송일          | 부제                                                                  | 연출              | 시청률 |
| ---------------------------------------------------------- | --------------- | --------------------------------------------------------------------- | ----------------- | ------ |
| 제1화                                                      | 2015년 4월 18일 | 자취를 감춘 NO.1 미소녀! 충격 청춘 서스펜스                           | 야마우치 다이스케 | 4.2%   |
| 제2화                                                      | 4월 25일        | 결말은 도게자 충격의 청춘 서스펜스 거짓말쟁이는 나                    | 야마우치 다이스케 | 2.8%   |
| 제3화                                                      | 5월 2일         | 카메라가 찍은 충격! 이것이 JK의 실태… 오늘 밤 이면의 얼굴을 전부 폭로 | 야마우치 다이스케 | 4.5%   |
| 제4화                                                      | 5월 9일         | 오늘 밤 수수께끼가 폭로 청춘 서스펜스! 범인은 “그녀”                  | 키타보 신이치     | 3.2%   |
| 최종화                                                     | 5월 16일        | 라스트 10분 전부 뒤집힌다! 진실은 상상을 초월한다…                    | 키타보 신이치     | 2.4%   |
| 평균 시청률 3.4% (시청률은 칸토 지구·비디오 리서치사 조사) |                 |                                                                       |                   |        |

- 제4화는 15분 지연 (23:55 ~ 24:20).
- 최종화는 10분 지연 (23:50 ~ 24:15).